# Sutton Bassett
Sutton Bassett est une paroisse civile et un village du Northamptonshire, en Angleterre.